# Allium castellanense
Allium castellanense — вид рослин з родини амарилісових (Amaryllidaceae); ендемік Сицилії, Італія.

## Опис
Стеблина заввишки 10–25 см. Листків 3–5, огортають стебло на третину його довжини. Суцвіття нещільне. Квітки від біло-рожевих до рожево-пурпурних. Плід — субеліпсоїдальна капсула розміром ≈ 5 мм.

## Поширення
Ендемік центральної Сицилії, Італія. Населяє глинисті болотні ділянки та пов'язані з ними трав'янисті місцевості.